# Guiry-en-Vexin
Guiry-en-Vexin – miejscowość i gmina we Francji, w regionie Île-de-France, w departamencie Dolina Oise.
Według danych na rok 1990 gminę zamieszkiwało 156 osób, a gęstość zaludnienia wynosiła 25 osób/km² (wśród 1287 gmin regionu Île-de-France Guiry-en-Vexin plasuje się na 1024. miejscu pod względem liczby ludności, natomiast pod względem powierzchni na miejscu 598.).